# Medal Stanisława Staszica (AGH)
Medal Stanisława Staszica – medal przyznawany najlepszym absolwentom Akademii Górniczo-Hutniczej im. Stanisława Staszica w Krakowie w Krakowie.
Po pierwszym roku studenci AGH ze średnią ocen wyższą niż 4,5 otrzymują dyplomy. W następnych latach studenci rywalizują o odznaki Staszica: brązową, srebrną i złotą.
Absolwenci, którzy obronili pracę dyplomową z wynikiem bardzo dobrym albo celującym, zdobywają natomiast medal Staszica, najwyższe wyróżnienie uczelni.
Uchwałą Senatu AGH z dnia 12 grudnia 2001 wygląd medalu został nieco zmieniony, m.in. przez to, że uczelniany orzeł zyskał koronę.
Wśród wyróżnionych Medalem Staszica znaleźli się m.in. prof. dr hab. inż. Janusz Filipiak (1976), mgr inż. Karol Semik (1977) oraz prof. dr hab. inż Andrzej Kos (1978).